# Socimat
Socimat est un quartier de Kinshasa, la capitale de la République démocratique du Congo, situé dans la partie sud-ouest de la commune de Gombe. Il est surtout occupé par des bâtiments résidentiels et administratifs.

## Situation
Le quartier est situé non loin du fleuve Congo, au Sud-Ouest du centre-ville (hôtel de ville, gare) et est traversé par la rivière Gombe.

## Institutions
Le quartier compte notamment :
- les ambassades :
  - de France[1],
  - d'Afrique du Sud (notamment connue pour avoir offert refuge à Jean-Pierre Bemba durant les évènements de mars 2007[2]),
  - de la République du Congo,
  - du Cameroun,
  - d'Angola,
  - du Canada,
  - de Russie,
  - du Rwanda,
- les ministères :
  - du budget[3],
  - de la Santé,
  - de l'environnement, de la conservation de la nature, des eaux et forêts,

## Desserte
“Socimat” est également le nom parfois donné au carrefour principal de ce quartier (également nommé “Rond-point Petit Pont”), à l'intersection du boulevard du 30 juin, de l'avenue du colonel Mondjiba qui prolonge ce dernier, de l'avenue du Camp Militaire et de l'avenue Petit-Pont. Ce carrefour et le boulevard du 30 juin sont au début des années 2010 l'objet de grands chantiers d'aménagement, visant à transformer ce boulevard en autoroute urbaine, et menés principalement par l'entreprise chinoise de travaux publics China Railway Engineering Corporation (CREC).

## Problèmes de violence
Le quartier réputé plus calme que d'autres parties de Kinshasa a néanmoins été la scène d'actes de violence, notamment en octobre 2010, ces derniers impliquant la garde du frère du président, Zoé Kabila,.